# 카카오 (2006~2014년 기업)
카카오(영어: Kakao Inc.)는 대한민국의 소프트웨어 개발 기업으로, 카카오톡, 카카오스토리등 스마트폰기반 사회관계망서비스(SNS) 애플리케이션의 개발사였다.
회사의 모태는 네이버의 대표이사였던 김범수가 2008년 9월 대표이사직을 사임하고 서울대 산업공학과 후배인 이제범과 함께 블로그사업을 위해 공동 창업한 아이위랩이다. '아이위랩'의 뜻은 "`나`를 뜻하는 아이와 우리를 뜻하는 `위`를 합쳐 만든 것"이라고 한다.
2010년 2월 9일에 실시간 그룹형 커뮤니티 서비스인 마이크로카페 '카카오아지트'를 발표했는데 이것이 "카카오"라는 명칭을 사용하는 첫 서비스이다. 약 한달 뒤인 3월 18일에 모바일 메신저인 카카오톡을 출시했다. 이 카카오톡은 출시 하루 만에 앱스토어에서 1위 달성 및 3만명이 가입했으며 6개월 뒤에는 가입자가 100만명을 넘어섰다. 카카오톡이 큰 인기를 끌자 9월에 사명을 "카카오"로 변경했다. 김범수는 주주이자 이사회 의장이었고, 실제 카카오톡 등 제품개발과 회사의 경영은 CEO 이제범이 했다. 
2014년 5월 26일 다음커뮤니케이션과 합병하기로 발표했고, 2014년 10월 1일 다음카카오로 통합되었다. 카카오톡을 만든 이제범은 2015년 퇴사했다.

## 역사
NHN의 전 대표였던 김범수가 2006년 11월 29일 아이위랩을 설립하며 첫 발을 내디뎠다. 2007년 Buru.com과 2008년 Wisia.com에서 실패를 거듭한 뒤 미국 법인을 정리했다. 직후 미국에서 아이폰 3gs가 큰 반향을 일으킨 것을 보고 모바일 기반 서비스를 만드는 것으로 방향성을 재설정 했다. 이후 카카오톡을 2010년 3월 18일 아이폰용 모바일 메신저로  앱스토어에 등록함으로써 처음으로 공개했다. 뒤이어 아이폰 전용 마이크로 블로그 서비스인 '카카오 수다'를 3월 30일에, 4월 20일에는 '카카오 아지트'를 출시했다. 
카카오수다는 출시 하루만에 한국 앱스토어에서 1위에 올랐지만, 먼저 출시된 카카오톡은 2위였다. 당시 작은 회사 규모때문에 선택과 집중을 해야했고, 네트워크 효과가 발현되는 카카오톡에 집중, 급속 성장의 길을 열었다.
설립 6년차인 2012년, 처음으로 흑자 전환에 성공했다. '카카오 게임하기'와 '플러스 친구'가 큰 역할을 했다. 다소 막연했던 모바일에서의 네트워크 효과를 비즈니스적으로 증명한 국내 첫 사례라고 볼 수 있다.

## 같이 보기
- 카카오톡